# Tim Mayotte
Timothy Spencer Mayotte (ur. 3 sierpnia 1960 w Springfield) – amerykański tenisista, reprezentant w Pucharze Davisa, srebrny medalista igrzysk olimpijskich w Seulu (1988) w grze pojedynczej.

## Kariera tenisowa
Zawodowym tenisistą był w latach 1981–1992.
W grze pojedynczej wygrał 12 turniejów rangi ATP World Tour oraz osiągnął 11 finałów.
W grze podwójnej jest zwycięzcą 1 turnieju rangi ATP World Tour oraz 2–krotnym finalistą.
Mayotte reprezentował w latach 1986–1987 Stany Zjednoczone w Pucharze Davisa grając 5 meczów, z których w 1 triumfował.
W 1988 roku został wicemistrzem igrzysk olimpijskich w Seulu w konkurencji singlowej. Mecz o złoty medal przegrał w 4 setach z Miloslavem Mečířem.
W rankingu gry pojedynczej Mayotte najwyżej był na 7. miejscu (31 października 1988), a w klasyfikacji gry podwójnej na 66. pozycji (3 stycznia 1983).

### Finały w turniejach ATP World Tour
| Legenda                                      |
| -------------------------------------------- |
| Wielki Szlem                                 |
| Igrzyska olimpijskie                         |
| Tennis Masters Cup / ATP Finals              |
| ATP Masters Series / ATP Tour Masters 1000   |
| ATP International Series Gold / ATP Tour 500 |
| ATP International Series / ATP Tour 250      |

#### Gra pojedyncza (12–11)
| Końcowy wynik | Nr  | Data | Turniej      | Nawierzchnia    | Przeciwnik        | Wynik finału            |
| ------------- | --- | ---- | ------------ | --------------- | ----------------- | ----------------------- |
| Finalista     | 1.  | 1981 | Maui         | Twarda          | Henry Pfister     | 4:6, 4:6                |
| Finalista     | 2.  | 1982 | Strasburg    | Dywanowa (hala) | Ivan Lendl        | 0:6, 5:7, 1:6           |
| Finalista     | 3.  | 1982 | Bristol      | Trawiasta       | John Alexander    | 3:6, 4:6                |
| Finalista     | 4.  | 1984 | Newport      | Trawiasta       | Vijay Amritraj    | 6:3, 4:6, 4:6           |
| Zwycięzca     | 1.  | 1985 | Delray Beach | Twarda          | Scott Davis       | 4:6, 4:6, 6:3, 6:2, 6:4 |
| Finalista     | 5.  | 1985 | Dallas       | Dywanowa (hala) | Ivan Lendl        | 6:7, 4:6, 1:6           |
| Finalista     | 6.  | 1986 | Filadelfia   | Dywanowa (hala) | Ivan Lendl        | walkower                |
| Zwycięzca     | 2.  | 1986 | Londyn       | Trawiasta       | Jimmy Connors     | 6:4, 2:1 krecz          |
| Zwycięzca     | 3.  | 1987 | Filadelfia   | Dywanowa (hala) | John McEnroe      | 3:6, 6:1, 6:3, 6:1      |
| Zwycięzca     | 4.  | 1987 | Chicago      | Dywanowa (hala) | David Pate        | 6:4, 6:2                |
| Zwycięzca     | 5.  | 1987 | Tuluza       | Twarda (hala)   | Ricki Osterthun   | 6:2, 5:7, 6:4           |
| Zwycięzca     | 6.  | 1987 | Paryż        | Twarda (hala)   | Brad Gilbert      | 2:6, 6:3, 7:5, 6:7, 6:3 |
| Zwycięzca     | 7.  | 1987 | Frankfurt    | Dywanowa (hala) | Andrés Gómez      | 7:6, 6:4                |
| Zwycięzca     | 8.  | 1988 | Filadelfia   | Dywanowa (hala) | John Fitzgerald   | 4:6, 6:2, 6:2, 6:3      |
| Zwycięzca     | 9.  | 1988 | Schenectady  | Twarda          | Johan Kriek       | 5:7, 6:3, 6:2           |
| Finalista     | 7.  | 1988 | Seul         | Twarda          | Miloslav Mečíř    | 6:3, 2:6, 4:6, 2:6      |
| Zwycięzca     | 10. | 1988 | Brisbane     | Twarda (hala)   | Marty Davis       | 6:4, 6:4                |
| Zwycięzca     | 11. | 1988 | Frankfurt    | Dywanowa (hala) | Leonardo Lavalle  | 4:6, 6:4, 6:3           |
| Finalista     | 8.  | 1989 | Filadelfia   | Dywanowa (hala) | Boris Becker      | 6:7, 1:6, 3:6           |
| Zwycięzca     | 12. | 1989 | Waszyngton   | Twarda          | Brad Gilbert      | 3:6, 6:4, 7:5           |
| Finalista     | 9.  | 1990 | Mediolan     | Dywanowa (hala) | Ivan Lendl        | 3:6, 2:6                |
| Finalista     | 10. | 1990 | Toronto      | Dywanowa (hala) | Ivan Lendl        | 3:6, 0:6                |
| Finalista     | 11. | 1990 | Moskwa       | Dywanowa (hala) | Andriej Czerkasow | 2:6, 1:6                |

#### Gra podwójna (1–2)
| Końcowy wynik | Nr | Data | Turniej   | Nawierzchnia    | Partner        | Przeciwnicy                   | Wynik finału  |
| ------------- | -- | ---- | --------- | --------------- | -------------- | ----------------------------- | ------------- |
| Finalista     | 1. | 1980 | Stuttgart | Twarda (hala)   | Larry Stefanki | Wojciech Fibak Tomáš Šmíd     | 4:6, 6:7      |
| Zwycięzca     | 1. | 1981 | San Juan  | Twarda (hala)   | Chris Mayotte  | Tim Gullikson Eliot Teltscher | 6:4, 7:6      |
| Finalista     | 2. | 1982 | Frankfurt | Dywanowa (hala) | Tony Giammalva | Steve Denton Mark Edmondson   | 7:6, 3:6, 3:6 |